# Edwin Hauser
Edwin Hauser (* 26. Januar 1864 in Glarus; † 7. Oktober 1949 ebenda, heimatberechtigt in Näfels und Glarus) war ein Schweizer Politiker (DP).

## Ausbildung und Beruf
Hauser besuchte die Kantonsschule in St. Gallen und begann dann mit dem Studium der Rechtswissenschaften in Leipzig, München und Bern. Zwischen 1886 und 1917 war er als Anwalt im Kanton Glarus tätig. Während rund zehn Jahren (1888 bis 1901) war er als Redaktor bei den «Glarner Nachrichten» tätig.

## Politische Laufbahn
Im Jahr 1890 wurde Hauser in den Gemeinderat von Glarus gewählt, wo er bis 1905 Einsitz hatte. Von 1891 bis 1902 war er Landrat und präsidierte diesen im Amtsjahr 1898/99. 1902 wurde er in den Regierungsrat von Glarus gewählt und stand dort zuerst der Armen- und Vormundschaftsdirektion und später der Militär- und Polizeidirektion vor. Von 1917 bis 1923 war er Landesstatthalter und von 1926 bis 1932 Landammann. Im Jahre 1921 wurde er in den Ständerat gewählt, gehörte dort aber keiner Fraktion an (die offizielle Webseite der Bundesversammlung führt ihn aber für 1927 als Präsident der Sozialpolitischen Fraktion). Im Amtsjahr 1936/37 war er Ständeratspräsident und schied im April 1938 aus dem Ständerat aus.
Als Mitbegründer der Demokratischen und Arbeiterpartei Glarus galt Hauser als eifriger Förderer des Rechtsstaates, wie dem Ausbau der kantonalen Sozialgesetzgebung, der Arbeitslosenversicherung oder dem Arbeiterschutzgesetz. Als Unterstützer des Proporz, führte er dieses Wahlsystem im Kanton Glarus ein. Als Präsident der Eidgenössischen Linthkommission und als Vizepräsident der Glarner Kantonalbank (1920 bis 1941) stand er diversen Institutionen vor.